# Еріх Велльварт
Еріх Велльварт (нім. Erich Wöllwarth; 29 квітня 1872, Страсбург — 29 травня 1951, Графенау) — німецький офіцер, генерал піхоти вермахту. Кавалер Німецького хреста в сріблі.

## Біографія
Син майора Ернста Велльварта і його дружини Анни, уродженої Мегерляйн. 24 березня 1890 року вступив в Імперську армію. Учасник Першої світової війни. Після демобілізації армії залишений в рейхсвері. З 1 червня 1926 року — командир 4-ї дивізії і командувач 4-м військовим округом. 1 січня 1929 року вийшов у відставку. В 1933-37 роках — голова Пангерманського союзу Верхньої Ельби. 20 квітня 1937 року отримав право на носіння форми 15-го піхотного полку. 20 травня 1940 року переданий в розпорядження вермахту і призначений командувачем 4-м військовим округом. 30 квітня 1942 року остаточно звільнений у відставку.

## Сім'я
2 серпня 1895 року одружився з Луїзою Мозер фон Фільзек. В пари народилась дочка Еріка, яка 17 серпня 1922 року вийшла заміж за лейтенанта Пауля Шоєрпфлюга.

## Звання
- Фенріх запасу (24 березня 1890)
- Фенріх (11 листопада 1890)
- Другий лейтенант (7 вересня 1891)
- Оберлейтенант (13 вересня 1899)
- Гауптман (16 березня 1905)
- Майор (13 вересня 1911)
- Оберстлейтенант (18 серпня 1916)
- Оберст (18 травня 1920)
- Генерал-майор (1 лютого 1923)
- Генерал-лейтенант (1 листопада 1925)
- Генерал піхоти запасу (1 січня 1929)
- Генерал піхоти до розпорядження (1 вересня 1940)

## Нагороди
- Столітня медаль
- Орден Червоного орла 4-го класу
- Орден «За заслуги» (Баварія)
  - 4-го класу з короною
  - 3-го класу з короною і мечами
- Орден Фрідріха (Вюртемберг), лицарський хрест 1-го класу
- Залізний хрест 2-го і 1-го класу
- Орден «За військові заслуги» (Вюртемберг), лицарський хрест
- Орден Вюртемберзької корони, почесний хрест з мечами
- Хрест «За військові заслуги» (Австро-Угорщина) 3-го класу з військовою відзнакою
- Срібна медаль «Ліакат» з шаблями (Османська імперія)
- Галліполійська зірка (Османська імперія)
- Орден «За військові заслуги» (Болгарія), командорський хрест
- Королівський орден дому Гогенцоллернів, лицарський хрест з мечами
- Хрест «За вислугу років» (Вюртемберг) 1-го класу
- Почесний хрест ветерана війни з мечами
- Хрест Воєнних заслуг 2-го і 1-го класу з мечами
- Німецький хрест в сріблі (12 червня 1943)